# Szaciłówka
Szaciłówka – wieś w Polsce położona w województwie podlaskim, w powiecie sokólskim, w gminie Korycin.
W latach 1975–1998 miejscowość administracyjnie należała do województwa białostockiego.
Wierni kościoła rzymskokatolickiego należą do parafii Znalezienia i Podwyższenia Krzyża Świętego w Korycinie.

## Zabytki
- drewniany wiatrak holender, 1937, nr rej.: 377 z 06.05.1976[8].